# Chesterfield F.C.
Chesterfield Football Club – angielski klub piłkarski z Chesterfield, grający obecnie w League Two.

## Stadion
Obecnie Chesterfield rozgrywa mecze na wartym 13 milionów stadionie B2net. Pierwszym meczem rozegranym na tym stadionie był mecz towarzyski z Derby County, w którym Derby wygrały 5-4.
Pierwszym graczem, który strzelił bramkę na B2net Stadium był Craig Davies.
Ostatnim meczem rozegranym na poprzednim stadionie, Saltergate był mecz przeciwko A.F.C. Bournemouth w sobotę, 8 maja 2010 roku. Chesterfield w pierwszej połowie przegrywało 1-0, lecz w drugiej połowie Jack Lester (dziesięć minut po gwizdku) oraz Derek Niven (w doliczonym czasie) zdecydowali o losach spotkania. Po golu na 2-1 na boisku masowo zaczęli pojawiać się kibice.
Klub przeniósł się na stadion B2net 2 lipca 2010. Klub przegrał pierwszy mecz ligowy rozegrany z klubem Burton Albion, dnia 13 listopada 2010. Ostatecznie mecz zakończył się wynikiem 1-2.
Największa frekwencja miała miejsce 13 marca 2011 – Trybuny zapełniło 10,089 kibiców, na meczu w którym przeciwnikiem był Rotherham United.

## Indywidualne sukcesy piłkarzy
- Najwięcej występów w lidze: 617 Dave Blakey (1948–1967)
- Najwięcej strzelonych goli w lidze: 162 Ernie Moss (1968–1975, 1979–1981, 1984–1986)
- Najmłodszy gracz: Denis Thompson – 16 Years 159 Days
- Najstarszy gracz: Billy Kidd – 40 Years 232 Days

## Dotychczasowi prezesi
| | | |
| - E. Timmeus (1891–1895) - Gilbert Gillies (1895–1901) - E. Hind (1901–1902) - Jack Hoskin (1902–1906) - W. Furness (1906–1907) - George Swift (1907–1910) - G. Jones (1911–1913) - R. Weston (1913–1917) - T. Callaghan (1919) - J. Caffrey (1920–1922) - Harry Hadley (1922) - Harry Parkes (1922–1927) | - Alec Campbell (1927) - Teddy Davison (1927–1932) - Bill Harvey (1932–1938) - Norman Bullock (1938–1945) - Bob Brocklebank (1945–1948) - Bobby Marshall (1948–1952) - Ted Davison (1952–1958) - Duggie Livingstone (1958–1962) - Tony McShane (1962–1967) - Jimmy McGuigan (1967–1973) - Joe Shaw (1973–1976) - Arthur Cox (1976–1980) | - Frank Barlow (1980–1983) - John Duncan (1983–1987) - Kevin Randall (1987–1988) - Paul Hart (1988–1991) - Chris McMenemy (1991–1993) - John Duncan (1993–2000) - Nicky Law (2000–2002) - Dave Rushbury (2002–2003) - Roy McFarland (2003–2007) - Lee Richardson (2007–2009) - John Sheridan (2009-) |